# Christian Ramsay
Christian Ramsay, condesa de Dalhousie informalmente Lady Dalhousie (nacida Broun; 28 de febrero de 1786 – 22 de enero de 1839) fue una botánica e historiadora natural escocesa. Se casó con el 9.º Conde de Dalhousie y lo acompañó en viajes cuando fue nombrado Gobernador General de Canadá e India. Mientras viajaba,  recolectaba y catalogaba muchas especies de plantas, papeles científicos presentados a sociedades y colecciones múltiples dadas a grupos botánicos diferentes.
Lady Dalhousie fue hecha miembro honorario de la Sociedad Botánica de Edimburgo, siendo la única mujer miembro hasta su muerte. Un género de plantas tropicales, Dalhousiea, lleva en su honor el epónimo.

## Familiar
Lady Dalhousie nació Chistian Broun el 28 de febrero de 1786 en Coalstoun, la casa ancestral de la familia Broun, Haddington, East Lothian. Era hija única de Charles y Christian Broun. La familia tuvo historia en la abogacía; su padre era defensor y su abuelo un juez, George Broun, Lord Coalstoun. El 14 de mayo de 1805, se casó con el 9.º Conde de Dalhousie y fue nombrada Condesa de Dalhousie.
Tuvieron tres hijos: el mayor, George (1806-1832) capitán en el 26.º (Cameronian) Regimiento de Infantería.; segundo hijo, Charles, fallece con nueve años; el menor, James (1812) heredó el título de su padre en 1838, nombrado Marqués de Dalhousie en 1849.

## Obra científica
"Lady Dalhousie se caracterizaba por distinción, y un fondo de conocimiento muy variado, por un juicio claro y poderoso, por una observación aguda, un corazón amable, un ingenio brillante." Fuente: Dean Ramsay

Lady Dalhousie fue una botánica entusiasta; catalogó y resguardó especímenes en planchas de herbario, plenamente identificadas y completadas con fechas de recolección, notas de hábitats y algunos con cuadros de acuarela. En 1824, Lord Dalhousie cofundó la Sociedad Literaria e Histórica de Quebec. El catálogo de Lady Dalhousie de plantas canadienses fue incluido en el primer punto de Transactions de la sociedad en 1829. Lady Dalhousie presentó un artículo sobre ellos y donó su colección de especímenes de Nueva Escocia como parte de un herbario en 1824.
Lady Dalhousie donó su Herbario completo del "este indio" a la Sociedad Botánica de Edimburgo. La sociedad notó su calidad y la nombró miembro honorario en 1837; al tiempo de su deceso era la única mujer miembro. Sus registros de correspondencia con el botánico de Kew, Sir William Hooker, incluye colecciones grandes de plantas de Simla y Penang en 1831. Sus colecciones fueron incluidas en la compilación de Joseph Dalton Hooker Flora Indica.

## Viajes
Cuándo su marido fue nombrado Teniente Gobernador de Nueva Escocia,  viajó con él y sus tres hijos a Canadá en la fragata HMS Forth. La familia vivió en Halifax, Nueva Escocia, cuatro años de 1816 a 1820. Mientras allí, Lady Dalhousie ocupó su tiempo en la promoción de la ciencia. Visitaba el campo con su marido, recomendando mejoras a la agricultura y sobre las recolecciones botánicas. Enviaba semillas a Dalhousie Castle para sus jardines.
En 1820, la familia se mudó a Quebec, cuando su marido fue nombrado Gobernador General de la América del Norte británica. Lady Dalhousie tomó la función tradicional de la mujer de un gobernador, aquello de "Patrona de literatura y artes". Gastó mucho tiempo en la alta sociedad y era conocida por su ingenio y sus caricaturas satíricas de miembros de la sociedad.  Una vez establecido, Lady Dalhousie y sus amigos empezaron a centrarse en la historia natural y en particular catalogando la flora local.
En 1824, regresaron a Dalhousie Castle y empezó planes para un jardín extenso. Su jardinero, Joseph Archibald, escribió de ella que "pocos ... alcanzaron tal dominio como su señoría en la ciencia". Los planes para el jardín se truncaron, ya que la familia sufrió graves pérdidas financieras cuando su agente se declaró en quiebra. Aunque el jardín no fue terminado, muchas de las plantas norteamericanas ya habían sido plantadas y florecieron por primera vez en Gran Bretaña. Entonces, la familia se mudó a una granja, con modesta casa, en Sorel en 1826; y, se quedaron allí hasta que Lord Dalhousie fue nombrado Gobernador General y Comandante en Jefe de India en 1829.
En un viaje a India, la familia hizo puerto en Madeira, San Helena y el Cabo de Buena Esperanza. En cada sitio, Lady Dalhousie se daba tiempo para recoger plantas; y haciendo detallados catálogos de ellos. En 1831 visitó las estribaciones de Shimla, junto con Penang, cerca de la Península malaya.

## Muerte y legado
Lady Dalhousie falleció súbitamente el 22 de enero de 1839 en la casa de Dean Ramsay a los 52. Un informe menciona que ella estaba tan dedicada a sus estudios que murió con una lista de plantas en la mano. Las colecciones que ella y su marido hicieron fueron vendidos en 1985; partes fueron al Nova Scotia Museo, la Galería Nacional de Canadá, la Biblioteca y Archivos de Canadá y los Archivos Provinciales de Nueva Brunswick. Trescientos especímenes de planta recogidos por ella, en Sorel, entre 1826 y 1828, se resguardan en el Herbario (HAM) en los Jardines Botánicos Reales (Ontario). 
Por su obra en la clasificación del botánico indio, Robert Graham nombró un genus de Fabaceae, una fanerógama indígena de India, Dalhousiea. Una de las plantas enviadas a Graham, fue un descubrimiento nuevo, nombrándola Asplenium dalhousiae. Sir William Hooker dedicó un volumen de la revista Botánica de Curtis a ella. Julia Catherine Beckwith, que se acredita como la primera escritora de ficción de Canadá, dedicó su primera novela a ella. Lady Dalhousie fue la primera dueña de una de las copias de  "Philiadelphia" de Emma de Jane Austen.